# E3 Saxo Bank Classic 2021
La E3 Saxo Bank Classic 2021, sessantatreesima edizione della corsa e valida come nona prova dell'UCI World Tour 2021 categoria 1.UWT, si svolse il 26 marzo 2021 su un percorso di 203,9 km, con partenza e arrivo a Harelbeke, in Belgio. La vittoria fu appannaggio del danese Kasper Asgreen, che completò il percorso in 4h42'37", alla media di 43,288 km/h, precedendo il francese Florian Sénéchal e l'olandese Mathieu van der Poel.
Sul traguardo di Harelbeke 101 ciclisti, su 168 partiti dalla medesima località, portarono a termine la competizione.

## Squadre e corridori partecipanti
| N.      | Cod. | Squadra                  |
| ------- | ---- | ------------------------ |
| 1-7     | DQT  | Deceuninck-Quick Step    |
| 12-17   | LTS  | Lotto Soudal             |
| 21-27   | IWG  | Intermarché-Wanty-Gobert |
| 31-37   | ACT  | AG2R Citroën Team        |
| 41-47   | TJV  | Jumbo-Visma              |
| 51-57   | BOH  | Bora-Hansgrohe           |
| 61-67   | ISN  | Israel Start-Up Nation   |
| 71-77   | DSM  | Team DSM                 |
| 81-87   | TFS  | Trek-Segafredo           |
| 91-97   | IGD  | Ineos Grenadiers         |
| 101-107 | TQA  | Team Qhubeka Assos       |
| 111-117 | TBV  | Bahrain Victorious       |
| 121-127 | AST  | Astana-Premier Tech      |

| N.      | Cod. | Squadra                  |
| ------- | ---- | ------------------------ |
| 131-137 | COF  | Cofidis                  |
| 141-147 | EFN  | EF Education-Nippo       |
| 151-157 | GFC  | Groupama-FDJ             |
| 161-167 | MOV  | Movistar Team            |
| 171-177 | BEX  | Team BikeExchange        |
| 181-187 | UAD  | UAE Team Emirates        |
| 191-197 | AFC  | Alpecin-Fenix            |
| 201-207 | BWB  | Bingoal WB               |
| 211-217 | SVB  | Sport Vlaanderen-Baloise |
| 221-227 | TDE  | Total Direct Énergie     |
| 231-237 | UXT  | Uno-X Pro Cycling Team   |
| 241-247 | THR  | Vini Zabù                |

## Ordine d'arrivo (Top 10)
| Pos. | Corridore         | Squadra    | Tempo    |
| ---- | ----------------- | ---------- | -------- |
| 1    | Kasper Asgreen    | Deceuninck | 4h42'37" |
| 2    | Florian Sénéchal  | Deceuninck | a 32"    |
| 3    | M. van der Poel   | Alpecin    | s.t.     |
| 4    | Oliver Naesen     | AG2R       | s.t.     |
| 5    | Zdeněk Štybar     | Deceuninck | s.t.     |
| 6    | Greg Van Avermaet | AG2R       | s.t.     |
| 7    | Dylan van Baarle  | Ineos      | s.t.     |
| 8    | Markus Hoelgaard  | Uno-X      | a 1'28"  |
| 9    | Gianni Vermeersch | Alpecin    | a 1'30"  |
| 10   | Marco Haller      | Bahrain    | s.t.     |